# Баркстед, Джон
Джон Баркстед (англ. John Barkstead; ум. 19 апреля 1662, Тайберн) — английский военный офицер и политик, был одним из членов суда, приговорившего к смертной казни короля Карла I.

## Биография
О большей части его жизни ничего неизвестно; в 1644 году присоединился к парламентской армии, работая до этого ювелиром. Он служил в Армии нового образца, где достиг звания полковника, а до этого занимал должность губернатора Рединга. Полк, которым командовал Баркстед, весной 1648 года участвовал в подавлении мятежей роялистов в Лондоне, а в июне 1648 года со своим полком присоединился к Томасу Ферфаксу, вместе с которым участвовал во взятии Колчестера.
В январе 1649 года вошёл в число членов суда над королём Карлом I, став одним из 59 комиссаров суда, подписавшим смертный приговор королю. В течение 1649 года он был губернатором Грейт-Ярмута, пока его полк не был назначен для охраны города.
В августе 1652 года был назначен лейтенантом Тауэра, помимо этого трижды избирался в парламент, где он проявил высокое рвение в работе, но при этом обвинялся в злоупотреблениях на посту лейтенанта Тауэра. В мае 1659 года он был уволен с должности лейтенанта Тауэра и отстранён от командования своего полка.
После реставрации Стюартов в мае 1660 года престол занял сын казнённого короля Карл II, потребовавший наказания виновников смерти отца. Баркстед бежал в Германию, где был бургомистром Ханау. Затем он переехал в Нидерланды, где весной 1662 года был арестован вместе с Джоном Оки и Майлзом Корбетом, которые под охраной были отправлены в Англию, где они предстали перед судом, приговорившим их к смерти, как государственных изменников.
19 апреля 1662 года был казнён вместе с Оки и Корбетом в Тайберне через повешение, потрошение и четвертование.